# Hirebendigeri, Shiggaon
Hirebendigeri là một làng thuộc tehsil Shiggaon, huyện Haveri, bang Karnataka, Ấn Độ.